# LetterOne
LetterOne (auch L1) steht für die LetterOne Holdings und die LetterOne Investment Holdings. Die Unternehmen sind international tätige Investment- und Beteiligungsgesellschaften mit Sitz in Luxemburg. Dahinter steht als Haupteigentümer letztlich die Alfa Group um die seit Februar 2022 mit Sanktionen belegten russischen Oligarchen Michail Fridman und Pjotr Awen.

## Geschichte
LetterOne wurde im Juni 2013 von Alfa gegründet, wobei die Gesellschaft mit dem Verwalten von insgesamt 15,4 Mrd. US-Dollar betraut wurde.
Ein großer Teil der Kapitalausstattung von LetterOne stammte aus dem Verkauf der Alfa-Anteile an TNK-BP.

## Struktur

### Letter One Holdings
Die Letter One Holdings mit der Sparte L1 Energy investiert hauptsächlich in Geschäftsfeldern der Öl- und Gasförderung.

### Letter One Investment Holdings
LetterOne TechnologyLetter One Technology verwaltet Anteile in Höhe von 13,2 % am türkischen Telekommunikationsanbieter Turkcell und in Höhe von 47,9 % an VimpelCom. Zudem investierte Letter One 200 Millionen US-Dollar in Uber Technologies.
LetterOne TreasuryLetter One Treasury Services investiert in verschiedene Hedge- und Private-Equity-Fonds.
LetterOne Health2016 dehnte Letter One seine Geschäftstätigkeit auf den Gesundheitsbereich aus.
LetterOne RetailLetterOne Retail investiert in Einzelhandelsunternehmen, darunter den 2017 erworbenen britische Kette Holland & Barrett, die über 1000 Läden für Gesundheits- und Wellnessprodukt im Vereinigten Königreich, Irland, Niederlanden und Belgien betreibt, sowie den 2019 erworbenen spanischen Discounter Dia.

### Wintershall Dea
Im März 2013 gab RWE bekannt, die Tochter DEA verkaufen zu wollen. Im Jahr 2011 betrug der Umsatz von DEA knapp zwei Milliarden Euro und das Ergebnis vor Steuern 553 Millionen Euro.
Bis Anfang 2014 hatte RWE in einem Auktionsverfahren mindestens drei Gebote erhalten, eines von der Sparte L1 Energy.
Mitte März 2014 hatte sich RWE mit LetterOne grundsätzlich über den Verkauf geeinigt habe. RWE Dea wurde hierbei mit 5,1 Milliarden Euro bewertet.
Der Vertrag von RWE mit der Gruppe LetterOne unterzeichnet wurde Ende März unterzeichnet.
Sigmar Gabriel, der Bundeswirtschaftsminister, ordnete eine zweimonatige Untersuchung des Deals an.
Im Oktober meldete die Financial Times, dass der britische Energieminister Edward Davey vor dem Hintergrund verschärfter Sanktionen gegen Russland dem Verkauf nicht zustimmen wolle. Trotz der britischen Bedenken wird die Übernahme wohl noch 2015 verbucht. Mit der britischen Regierung wurde vereinbart, das DEA-Geschäft in Großbritannien mehrere Jahre nach der Übernahme getrennt zu behandeln. Im Falle von Sanktionen gegen Fridman oder LetterOne bleibt RWE verpflichtet, diese Anteile zurückzuerwerben.
Da die britische Regierung weiter blockierte, wurden die britischen Aktivitäten zum Verkauf gestellt und noch 2015 an INEOS verkauft.
Im Oktober 2015 erwarb LetterOne auch das norwegische Explorations- und Produktionsgeschäft von Erdöl und Erdgas vom deutschen E.ON-Konzern. LetterOne zahlte insgesamt 1,4 Mrd. Euro.
Im September 2018 verkündeten LetterOne und BASF, dass die Ölsparte der BASF, die Wintershall, mit der DEA fusioniert werden sollte. An der neuen Wintershall Dea sollte BASF zunächst 67 % und LetterOne 33 % halten. Die Transaktion wurde nach behördlichen Freigaben im Mai 2019 abgeschlossen.
Im Dezember wurde 2023 bekannt, dass BASF und LetterOne ihre Anteile an der Wintershall Dea an den britischen ölkonzern Harbour Energy verkaufen werden, mit einem möglichen Abschluss vor Ende 2024. Im Gegenzug werden BASF und LetterOne Minderheitsanteile am Käufer erhalten (14,9 % für LetterOne).[veraltet]

## Sanktionen gegen die Hauptaktionäre
Am 28. Februar 2022 setzte die Europäische Union die beiden russischen Oligarchen Michail Fridman und Pjotr Awen im Zusammenhang mit dem russischen Überfall auf die Ukraine 2022 auf eine schwarze Liste.
Fridman, der bis zu dem Zeitpunkt den Vorsitz des Boards hielt, und Awen traten von allen ihren Stellungen bei L1 zurück und gaben bekannt ihre Anteile von knapp unter 50 % „einzufrieren“, ohne weitere Rechte auf Zugriff oder Dividenden, und nicht weiter ins Geschäft der Gruppe eingreifen zu wollen. Die Gruppe LetterOne sei dabei nicht selber von den Sanktionen betroffen und könne ihr Geschäft weiter betreiben.